# Ganggangsullae

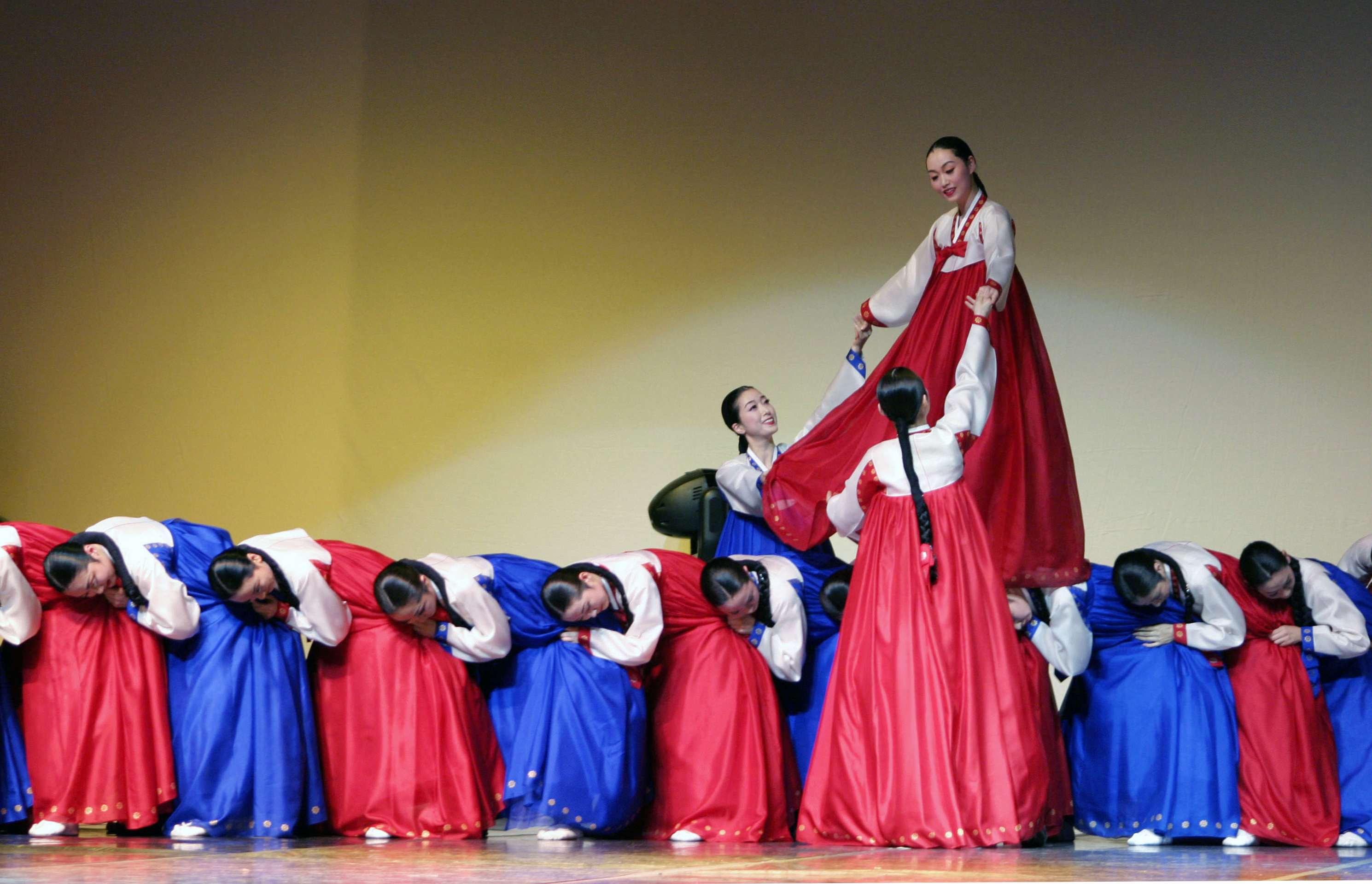
Ganggangsullae

Ganggangsullae (강강술래) är en traditionell koreansk dans som ofta utförs i samband med festhögtiden Chuseok (추석). 
Endast kvinnor deltar i dansen och enligt tradition är alla iförda Hanbok (한복). Dansen inleds med att deltagarna formar en cirkel och håller varandra i händerna. De dansar sedan i en och samma riktning medan de sjunger en sång som innehåller frasen "Ganggangsullae".
Ett annat namn för samma dans är "Ganggangsuwollae" (강강수월래).